# Montée et Descente
Montée et Descente est une lithographie de Maurits Cornelis Escher imprimée en mars 1960 entre Belvédère et Cascade. L'image représente une ascension et descente perpétuelle grâce à un escalier de Penrose, un objet impossible.

## Sujet
L'escalier fait partie de la toiture d'un monastère, ses quatre côtés forment le périmètre d'un atrium. Le monastère est habité par une secte inconnue de moines qui fréquentent ses escaliers rituellement.